# Повседневное мышление
Повседневное мышление (рациональное мышление, рассуждения на основе здравого смысла) в искусственном интеллекте (ИИ) — это подражание человеческой способности делать предположения о типе и сути обычных ситуаций, с которыми люди сталкиваются каждый день. Эти предположения включают суждения о природе физических объектов, таксономических свойствах и намерениях людей. Устройство, демонстрирующее рациональное мышление, может быть способно делать выводы, аналогичные человеческой психологии (врождённая способность людей рассуждать о поведении и намерениях людей) и наивной физике (естественное понимание людьми физического мира).

## Определения и характеристики
Некоторые определения и характеристики здравого смысла от разных авторов включают:
- «Знания на основе здравого смысла включает в себя основные факты о событиях (включая действия) и их последствиях, факты о знаниях и способах их получения, факты об убеждениях и желаниях. Они также включает в себя основные сведения о материальных объектах и их свойствах»[2].
- «Знание на основе здравого смысла отличается от энциклопедического знания тем, что оно касается общих знаний, а не деталей конкретных объектов»[3].
- Повседневное мышление — это «знание реального мира, которое может обеспечить основу для автоматического сбора и интерпретации дополнительных знаний»[4].
- Мир повседневного мышления состоит из «времени, пространства, физических взаимодействий, людей и так далее»[5].
- Здравый смысл — это «все знания о мире, которые мы принимаем как должное, но редко высказываем вслух»[6].
- Здравый смысл — это «широко повторно используемое фоновое знание, которое не относится к конкретной предметной области… знание, которое вы должны иметь»[7].

Профессор Нью-Йоркского университета Эрнест Дэвис характеризует здравый смысл как «то, что типичный семилетний ребёнок знает о мире», включая физические объекты, вещества, растения, животных и человеческое общество. Обычно это исключает изучение книг, специальные знания и знание условностей; но иногда он включает в себя знания по этим темам. Например, умение играть в карты — это специализированное знание, а не «знание на основе здравого смысла»; но знание того, что люди играют в карты для развлечения, считается связанным со «здравым смыслом».

## Проблема повседневного мышления

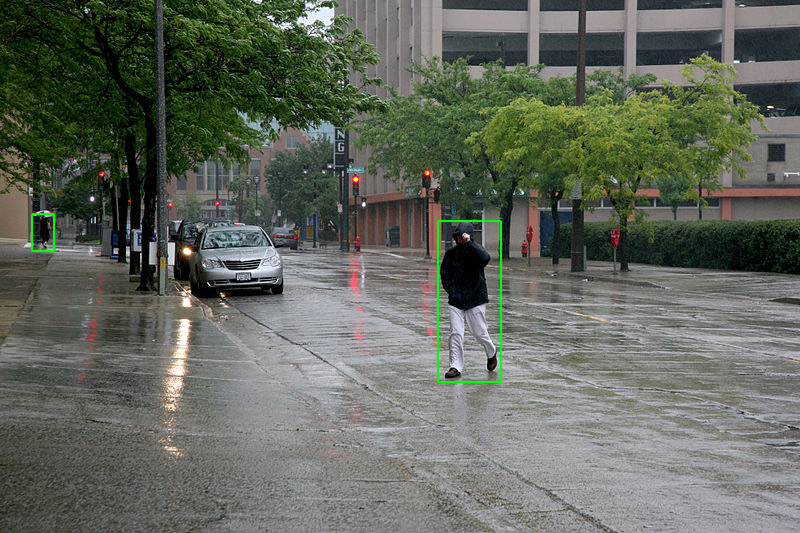
Система беспилотного автомобиля может использовать нейронную сеть, чтобы определить, какие части изображения кажутся соответствующими предыдущим тренировочным изображениям пешеходов, а затем моделировать эти области как медленно движущиеся, но несколько непредсказуемые прямоугольные призмы, которых следует избегать.

По сравнению с людьми существующему ИИ не хватает некоторых черт человеческого рационального мышления; в частности, у людей есть мощные механизмы для рассуждений о «наивной физике», такие как пространство, время и физические взаимодействия. Это позволяет даже маленьким детям легко делать выводы вроде «Если я скатываю эту ручку со стола, она упадёт на пол». У людей также есть мощный механизм «народной психологии», который помогает им интерпретировать предложения естественного языка, такие как «Члены городского совета отказали демонстрантам в разрешении, потому что они выступали за насилие». (Общий ИИ с трудом различает, кем являются те, кто якобы выступает за насилие, членами совета или демонстрантами.). Это отсутствие «общеизвестных знаний» означает, что ИИ часто совершает ошибки, отличные от ошибок людей, способами, которые могут показаться непостижимыми. Например, существующие беспилотные автомобили не могут рассуждать о местоположении или намерениях пешеходов точно так же, как это делают люди, и вместо этого должны использовать нечеловеческие способы рассуждения, чтобы избежать несчастных случаев.
Перекрывающиеся подтемы рассуждений на основе здравого смысла включают количества и измерения, время и пространство, физику, умы, общество, планы и цели, а также действия и изменения.
Проблема знания на основе здравого смысла — это текущий проект в области искусственного интеллекта по созданию базы данных, содержащей общие знания, которые должны быть у большинства людей, представленные в доступной форме для программ искусственного интеллекта, использующих естественный язык. Из-за широкого охвата знаний о рациональном мышлении этот вопрос считается одним из самых сложных в исследованиях ИИ. Чтобы любая задача выполнялась так, как с ней справился бы человеческий разум, машина должна выглядеть такой же разумной, как человек. К таким задачам относятся распознавание объектов, машинный перевод и анализ текста. Чтобы выполнять их, машина должна знать те же концепции, что и человек, обладающий здравым смыслом.

## Здравый смысл в интеллектуальных задачах
В 1961 году Бар Гилель впервые обсудил необходимость и значение практических знаний для обработки естественного языка в контексте машинного перевода. Некоторые неоднозначности разрешаются с помощью простых и легко усваиваемых правил. Другие требуют широкого признания окружающего мира, поэтому они требуют большего знания на основе здравого смысла. Например, когда для перевода текста используется машина, возникают проблемы двусмысленности, которые можно легко решить, достигнув конкретного и истинного понимания контекста. Онлайн-переводчики часто разрешают неясности, используя аналогичные или похожие слова. Например, при переводе предложений «Электрик работает» и «Телефон работает» на немецкий язык машина правильно переводит «работает» в значении «работает» в первом и как «правильно функционирует» во втором. Машина увидела и прочитала в теле текстов, что немецкие слова «рабочий» и «электрик» часто используются в комбинации и находятся близко друг к другу. То же самое относится к «телефону» и «правильному функционированию». Однако статистические прокси, которые работают в простых случаях, часто не работают в сложных. Существующие компьютерные программы выполняют простые языковые задачи, манипулируя короткими фразами или отдельными словами, но они не стремятся к более глубокому пониманию и фокусируются на краткосрочных результатах.

### Компьютерное зрение
Проблемы такого рода возникают в компьютерном зрении. Например, при взгляде на фотографию ванной комнаты некоторые мелкие и видимые лишь частично предметы, такие как салфетки для лица и бутылки, можно узнать благодаря окружающим предметам (унитаз, умывальник, ванна), которые предполагают назначение комнаты. На изолированном изображении их было бы трудно идентифицировать. Кино оказывается ещё более сложной задачей. Некоторые фильмы содержат сцены и моменты, которые невозможно понять, просто сопоставив запомненные шаблоны с изображениями. Например, чтобы понять контекст фильма, зритель должен сделать выводы о намерениях персонажей и сделать предположения в зависимости от их поведения. На современном уровне техники невозможно построить и управлять программой, которая будет выполнять такие задачи, как рассуждение, то есть предсказание действий персонажей. Максимум, что можно сделать, это определить основные действия и отследить персонажей.

### Роботизированные манипуляции
Необходимость и важность рационального мышления для автономных роботов, работающих в реальной неконтролируемой среде, очевидны. Например, если робот запрограммирован на выполнение задач официанта на коктейльной вечеринке и видит, что поднятый им стакан разбит, то робот-официант должен не наливать жидкость в стакан, а взять другой. Такие задачи кажутся очевидными, когда человек обладает простым здравым смыслом, но гарантировать, что робот избежит таких ошибок, сложно.

## Успехи в автоматизированных рассуждениях на основе здравого смысла
Значительный прогресс в области автоматизированных рассуждений на основе здравого смысла достигнут в областях таксономических рассуждений, рассуждений о действиях и изменениях, рассуждений о времени. Каждая из этих сфер имеет общепризнанную теорию для широкого спектра выводов, основанных на здравом смысле.

### Таксономические рассуждения
Таксономия — это совокупность объектов, категорий и их отношений. Три основных отношения:
- Объект — это экземпляр категории. Например, отдельный Tweety (имя) является экземпляром категории robin (малиновка).
- Одна категория является подмножеством другой. Например , robin является подмножеством bird (птица).
- Две категории не пересекаются. Например, robin не пересекается с penguin (пингвин).

Транзитивность — это один из типов вывода в таксономии. Так как Tweety является экземпляром robin, а robin является подмножеством bird, отсюда следует, что Tweety является экземпляром bird. Наследование — это ещё один тип вывода. Так как Твити является экземпляром robin, который является подмножеством bird, а bird отмечена свойством canfly (может летать), отсюда следует, что Tweety и robin обладают свойством canfly. Когда человек таксономизирует более абстрактные категории, выделение и разграничение конкретных категорий становится более проблематичным. Простые таксономические структуры часто используются в программах ИИ. Например, WordNet — это ресурс, включающий таксономию, элементами которой являются значения английских слов. Системы веб-интеллектуального анализа, используемые для сбора знаний на основе здравого смысла из веб-документов, сосредоточены на таксономических отношениях и, в частности, на сборе таксономических отношений.

### Действие и изменение
Теория действия, событий и изменений — ещё один диапазон повседневного мышления. Существуют установленные методы рассуждений для областей, которые удовлетворяют ограничениям, перечисленным ниже:
- События являются атомарными, что означает, что одно событие происходит за раз, и рассуждающий должен учитывать состояние и состояние мира в начале и в конце конкретного события, но не во время состояний, пока ещё есть свидетельство идущих изменений (прогресс).
- Каждое изменение является результатом какого-либо события.
- События детерминированы, то есть состояние мира в конце события определяется состоянием мира в начале и спецификацией события.
- Есть один актор, и все события — это его действия.
- Соответствующее состояние мира в начале либо известно, либо может быть рассчитано.

### Рассуждение с учётом времени
Рассуждение с учётом времени — это способность делать предположения о знании людьми времени, длительности и временных интервалов. Например, если человек знает, что Моцарт родился после Гайдна и умер раньше него, он может использовать своё знание темпорального мышления, чтобы сделать вывод, что Моцарт был моложе Гайдна, когда умер. Используемые выводы сводятся к решению систем линейных неравенств. Интеграция такого рода рассуждений с конкретными целями, такими как понимание естественного языка, является более сложной задачей, потому что выражения на естественном языке имеют контекстно-зависимую интерпретацию. Простые задачи, такие как присвоение временных меток процедурам, не могут быть выполнены с абсолютной точностью.

### Качественное рассуждение
Качественное рассуждение — это форма рассуждения на основе здравого смысла, анализируемая с определённым успехом. Оно связано с направлением изменения взаимосвязанных величин. Если в какой-то экосистеме есть волки и ягнята, а количество волков уменьшится, то снизится и смертность ягнят. Эта теория была впервые сформулирована Йоханом де Клеером, который проанализировал объект, движущийся на американских горках. Теория качественных рассуждений применяется во многих областях, таких как физика, биология, техника, экология и других. Она служит основой для многих практических программ, аналогового отображения и понимания текста.

## Проблемы автоматизации рассуждений на основе здравого смысла
По состоянию на 2014 год существуют некоторые коммерческие системы, пытающиеся сделать использование рассуждений на основе здравого смысла значимым. Однако они используют статистическую информацию в качестве заменителя здравого смысла, когда рассуждения отсутствуют. Текущие программы манипулируют отдельными словами, но они не пытаются и не предлагают дальнейшего понимания. По словам Эрнеста Дэвиса и Гэри Маркуса, пять основных препятствий мешают созданию удовлетворительного «повседневного мышления».
- Во-первых, некоторые области, связанные с рассуждениями на основе здравого смысла, изучены лишь частично. Индивиды далеки от всестороннего понимания таких областей, как общение и знание, межличностные взаимодействия или физические процессы.

- Во-вторых, ситуации, которые кажутся легко предсказуемыми или предполагаемыми, могут иметь логическую сложность, не охватываемую человеческим здравым смыслом. Некоторые аспекты подобных ситуаций изучены и хорошо понятны, но есть много отношений, которые неизвестны даже в принципе и как их можно представить в форме, пригодной для использования компьютерами.

- В-третьих, рассуждения на основе здравого смысла включают правдоподобные рассуждения. Это требует разумного вывода из того, что уже известно. Правдоподобные рассуждения изучались в течение многих лет, и было разработано множество теорий, включающих вероятностные рассуждения и немонотонную логику. Она принимает различные формы, включая использование ненадёжных данных и правил, выводы из которых иногда не являются определёнными.

- В-четвёртых, есть много областей, в которых очень часто встречается небольшое количество примеров, тогда как существует огромное количество очень редких примеров.

- В-пятых, при формулировании презумпций сложно различить и определить уровень абстракции.

По сравнению с людьми, по состоянию на 2018 год существующие компьютерные программы крайне плохо справляются с современными эталонными тестами на «здравый смысл», такими как Winograd Schema Challenge. Проблема достижения компетентности человеческого уровня в задачах требующих знаний на основе здравого смысла считается, вероятно, «сильным ИИ» (то есть для её решения потребуется способность синтезировать интеллект человеческого уровня). Некоторые исследователи считают, что данных обучения с учителем недостаточно для создания общего искусственного интеллекта, способного рассуждать на основе здравого смысла, и поэтому обратились к менее другим методам обучения.

## Подходы и методы
Исследование рационального мышления разделено на подходы, основанные на знаниях, и подходы, основанные на машинном обучении и использовании больших корпусов данных с ограниченным взаимодействием между этими двумя типами подходов. Существуют также подходы краудсорсинга, пытающиеся создать базу знаний, связывая коллективные знания и вклад неспециалистов. Подходы, основанные на знаниях, можно разделить на подходы, основанные на математической логике.
В подходах, основанных на знаниях, эксперты анализируют характеристики выводов, которые необходимы для рассуждений в определённой области или для определённой задачи. Подходы, основанные на знаниях, состоят из математически обоснованных подходов, неформальных подходов, основанных на знаниях и крупномасштабных подходов. Математически обоснованные подходы носят чисто теоретический характер, и вместо программы получается печатная статья. Работа ограничена диапазоном предметных областей и методов рассуждений, которые рассматриваются. В неформальных подходах, основанных на знаниях, теории рассуждений основаны на анекдотических данных и интуиции, являющихся результатом эмпирической поведенческой психологии. Неформальные подходы распространены в компьютерном программировании. Два других популярных метода извлечения знания о здравом смысле из веб-документов включают веб-майнинг и краудсорсинг.
COMET (2019), который использует как архитектуру языковой модели OpenAI GPT, так и существующие базы знаний на основе здравого смысла, такие как ConceptNet, утверждает, что делает выводы на основе здравого смысла на уровне, приближающемся к человеческим эталонным показателям. Как и многие другие текущие разработки, COMET чрезмерно полагается на поверхностные языковые шаблоны, и считается, что ему не хватает глубокого человеческого понимания многих концепций повседневного мышления. Другие подходы на основе языковых моделей включают обучение визуальным сценам, а не только тексту, и обучение текстовым описаниям сценариев, связанных с физикой следующей из здравого смысла.